# 摂津中島藩
摂津中島藩（せっつなかじまはん）は、摂津国西成郡中島（現在の大阪府大阪市北部一帯）を領地として、江戸時代初期に短期間存在した藩。1616年に稲葉紀通が4万5700石で入封したが、1624年に丹波福知山藩に移されて廃藩となった。居城は柴島城（大阪市東淀川区柴島付近）であったとされる。

## 歴史

### 前史
「中島」は、中世に三国川（現在の神崎川）と大川（旧淀川）に囲まれた地域を指した地名で、現在の大阪市西淀川区・東淀川区・淀川区・都島区・福島区・北区を含む一帯とされる。中世の中島は交通の要地であり、諸権門の荘園や関所が設けられ、また江口城・柴島城・加島城・福島城など多くの城が築かれて、しばしば抗争の舞台となった。
稲葉紀通は、西美濃三人衆の一人として知られる稲葉良通（一鉄）の曾孫にあたる。慶長12年（1607年）に父の稲葉道通が死去したため、5歳で家督を継承して伊勢田丸藩4万5700石の藩主となった。紀通の舅（正室の父）は松平忠明（徳川家康の外孫）である。慶長19年（1614年）の大坂冬の陣において紀通は忠明の麾下で戦った。

### 立藩から廃藩まで
大坂の陣後の元和元年（1615年）、松平忠明は大坂城に10万石で入城し（大坂藩）、戦災からの復興と新たな城下の建設にあたった。
翌元和2年（1616年）、稲葉紀通が伊勢田丸4万5700石から領地替えを受け、摂津中島に移封された。これに前後して、内藤信正が高槻藩4万石に、戸田氏鉄が尼崎藩5万石に封ぜられており、大坂周辺を譜代大名で固める政策の一環と見なされる。稲葉家は外様大名に分類されるが、『藩翰譜』によれば、紀通は忠明の婿であるため大坂近傍に配置されたとする。また、当時男子のなかった忠明が紀通を嗣子とすることを望んでおり、忠明の願いによって紀通が大坂近傍に移封されたという説もあるという。
紀通は柴島城の城主になり、柴島から南江口までの地域を治めたとされる。
元和5年（1619年）、松平忠明は大和郡山藩に移された。大坂城は幕府直轄となって大坂城代が置かれ、元和9年（1623年）には大坂定番が制度化された。この頃から17世紀中ごろにかけて大坂周辺の所領の再編が進められ、大坂城周辺（10キロメートル圏内）の東成・西成・住吉3郡はおおむね幕府直轄領で固められるようになる。
寛永元年（1624年）9月、紀通は丹波福知山藩に移封され、中島藩は廃藩となった。

## 歴代藩主
稲葉家
4万5700石。外様。
1. 紀通（のりみち）＜従五位下。淡路守＞